# Championnat féminin de la CONCACAF 2010
Navigation
Édition précédente Édition suivante
Le Championnat féminin de la CONCACAF 2010, est la huitième édition du Championnat féminin de la CONCACAF, qui met aux prises les 8 meilleures sélections féminines de football d'Amérique du Nord, d'Amérique centrale et des Caraïbes affiliées à la CONCACAF. La compétition se déroule dans la ville de Cancún au Mexique du 28 octobre au 8 novembre 2010. 
Elle sert également de tournoi qualificatif pour la Coupe du monde de football féminin 2011 qui se déroule en Allemagne et pour laquelle les deux premières équipes se qualifient directement, alors que l'équipe 3e accède au barrage intercontinental contre une équipe de l'UEFA.

## Villes et stades
| \| Cancún \| | Cancún                                         |
| ------------ | ---------------------------------------------- |
| \| Cancún \| | Estadio Andrés Quintana Roo Capacité : 20 000  |
| \| Cancún \| |                                                |
| \| Cancún \| | Cancún                                         |
| \| Cancún \| | Estadio de Béisbol Beto Ávila Capacité : 9 000 |
| \| Cancún \| |                                                |
| \| Cancún \| | Cancún                                         |

## Nations participantes
| Équipe                 | Qualification         | Nombre de participations |
| Zone Amérique du Nord  | Zone Amérique du Nord | Zone Amérique du Nord    |
| ---------------------- | --------------------- | ------------------------ |
| États-Unis             | Automatiquement       | 7e                       |
| Canada                 | Automatiquement       | 8e                       |
| Mexique                | Automatiquement       | 7e                       |
| Zone Caraïbes          |                       |                          |
| Trinité-et-Tobago      | Premier du groupe F   | 8e                       |
| Haïti                  | Premier du groupe G   | 4e                       |
| Guyana                 | Barrage               | 1re                      |
| Zone Amérique Centrale |                       |                          |
| Guatemala              | Premier du groupe A   | 3e                       |
| Costa Rica             | Premier du groupe B   | 5e                       |